# Groszek wschodniokarpacki
Groszek wschodniokarpacki (Lathyrus laevigatus (Waldst. & Kit.) Gren) – gatunek rośliny zielnej z rodziny bobowatych (motylkowatych). Zasięg występowania rozciąga się od centrum Europy po środkową Rosję. W Polsce objęty ochroną.

## Rozmieszczenie geograficzne
Naturalny obszar jego występowania to góry Europy Południowej i Środkowej (Wschodnie Alpy, Apeniny, góry Półwyspu Bałkańskiego, Południowe i Wschodnie Karpaty) oraz niziny ciągnące się od Karpat przez Białoruś i Litwę po środkową Rosję. W Polsce występuje w Karpatach Wschodnich (w Bieszczadach i Górach Sanocko-Turczańskich), w Górach Świętokrzyskich, na Wyżynie Miechowsko-Sandomierskiej, Wyżynie Lubelskiej i północno-wschodnich nizinach. W Karpatach potwierdzono jego występowanie na 12 stanowiskach w Bieszczadach na wschód od Smereka.

## Morfologia

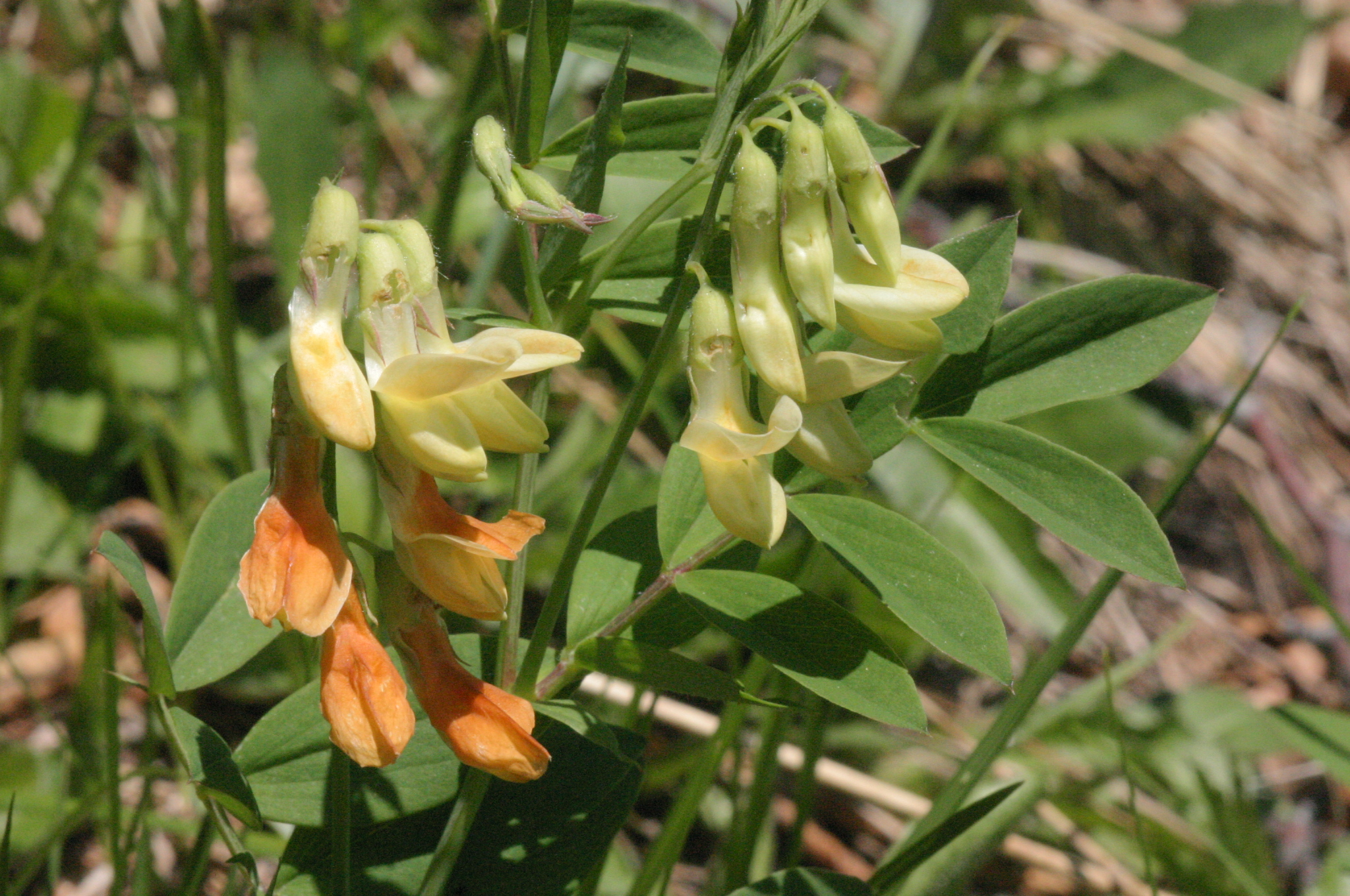
Kwiaty

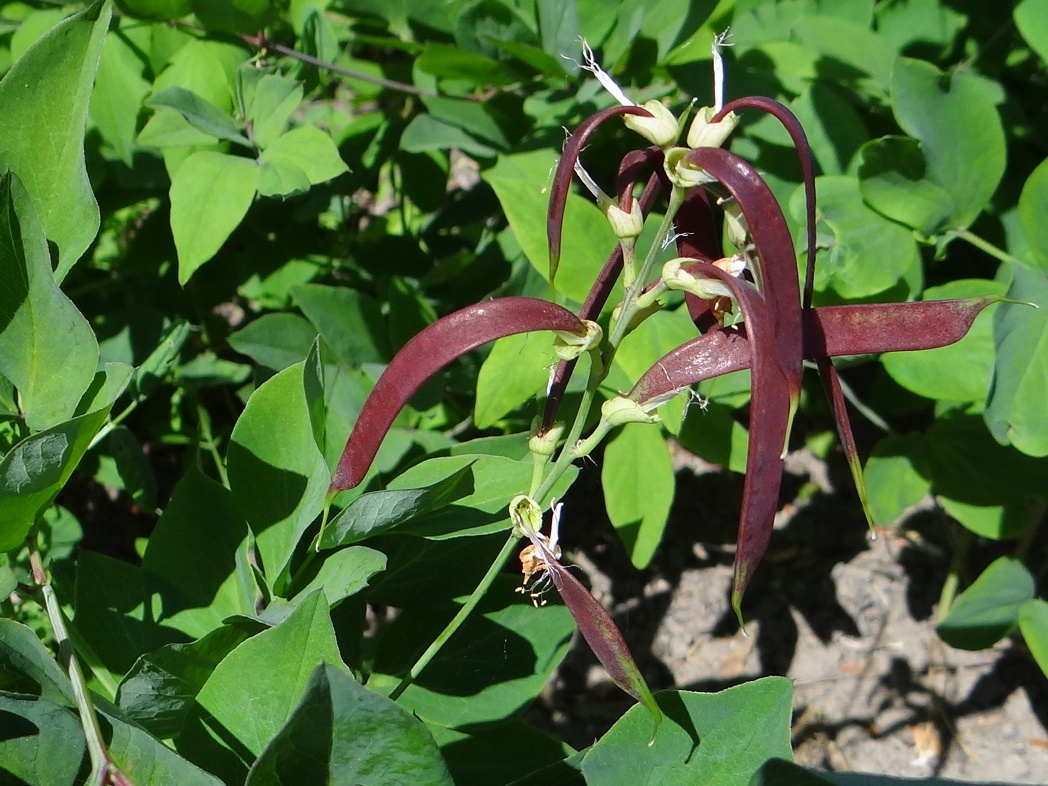
Owoce

PokrójTworzy niewielkie kępy o wysokości 20–60 cm. Cała roślina jest prawie naga
ŁodygaPojedyncza, wzniesiona, kanciasta, nieoskrzydlona (przynajmniej w dolnej części), dość sztywna, ulistniona. Wyrasta z guzowatego kłącza z cienkimi rozłogami.
LiścieZłożone z 3–5 par cienkich, jajowatoeliptycznych, zaostrzonych listków wyrastających na nieoskrzydlonym ogonku. Na spodniej stronie są matowe i szarozielone. Osadka liścia zakończona jest małym kończykiem. Przylistki dość duże, lancetowate lub strzałkowate, o ząbkowanych nasadach.
KwiatyZebrane w 5–20-kwiatowe jednostronne grono zwisające na dość długiej szypułce. Poszczególne kwiaty mają długość 15–25 mm i żółtą koronę z ciemnymi żyłkami. Żagielek ma blaszkę krótszą od paznokcia. Po przekwitnięciu korona brunatnieje. Kielich z bardzo małymi ząbkami, górne często zanikają. Kwiat składa się z 5-działkowego kielicha, 5 płatków korony, 1 słupka, 9 pręcików zrośniętych w rurkę wokół słupka i 1 wolnego pręcika. Wokół właśnie tego wolnego pręcika występują miodniki w rynience jego nitki pręcikowej.
OwocPodłużne, brunatne, równowąskie strąki zaopatrzone w długi dzióbek.

## Biologia i ekologia
Bylina. Kwitnie od kwietnia do czerwca, jest owadopylny. Po dojrzeniu nasion dwie łupiny strąka skręcają się śrubowato, wyrzucając na pewną odległość nasiona. Siedlisko: na niżu widne i eutroficzne lasy liściaste i zarośla. W Bieszczadach występuje w ziołoroślach. Geofit ryzomowy. Tworzy populacje liczące zwykle od kilku do kilkudziesięciu osobników. Liczba chromosomów 2n = 14.

## Zagrożenia i ochrona
Od 2014 roku roślina jest objęta w Polsce częściową ochroną gatunkową. W latach 1983–2014 gatunek znajdował się pod ochroną ścisłą. Umieszczony na polskiej czerwonej liście w kategorii NT (bliski zagrożenia).
Część stanowisk jest chroniona w parkach narodowych i rezerwatach przyrody. Zagrożone są niektóre stanowiska rośliny na niżu, głównie wskutek niewłaściwej gospodarki leśnej. Jego populację ograniczają również jelenie, które chętnie zjadają jego pędy. W 2007 r. zjadły górną część pędów u 70% osobników tego gatunku na Połoninie Wetlińskiej i w dolinie Niedźwiedziego Potoku, co ogranicza rozmnażanie przez nasiona.